# Schelmenroman
Der Schelmenroman oder pikarischer/pikaresker Roman (aus dem Spanischen: pícaro = Schelm), dessen Ursprung im 16. Jahrhundert in Spanien liegt, schildert aus der Perspektive seines Helden, wie sich dieser in einer Reihe von Abenteuern durchs Leben schlägt. Der Schelm stammt aus den unteren gesellschaftlichen Schichten, ist deshalb ungebildet, aber „bauernschlau“. In der Absicht, die soziale Stigmatisierung aufgrund seiner niederen Geburt zu überwinden, ist er ständig auf der Suche nach Aufstiegsmöglichkeiten und greift dabei nicht selten auf kriminelle Mittel zurück. Er durchläuft alle gesellschaftlichen Schichten und wird zu deren Spiegel. Der Held hat keinen Einfluss auf die Geschehnisse um ihn herum, schafft es aber immer wieder, sich aus allen brenzligen Situationen zu retten.
Traditionell ist der Schelmenroman eine (fingierte) Autobiographie mit satirischen Zügen, die bestimmte Missstände in der Gesellschaft thematisiert. Sie beginnt oft mit einer Desillusionierung des Helden, der die Schlechtigkeit der Welt erst hier erkennt. Er begibt sich, sei es freiwillig, sei es unfreiwillig, auf Reisen. Die dabei erlebten Abenteuer sind episodenhaft, d. h., sie hängen nicht voneinander ab und können beliebig erweitert werden, was bei Übersetzungen oft der Fall war. Das Ende ist meist eine „Bekehrung“ des Schelms, nach der er zu einem geregelten Leben findet. Es besteht auch die Möglichkeit einer Flucht aus der Welt, also aus der Realität.

## Zum Begriff des Picaro
Das titelgebende Wort bedeutet so viel wie „gemeiner Kerl von üblem Lebenswandel“, kann aber auch für „Küchenjunge“ stehen. Die frühen Übersetzungen unterscheiden sich stark, da pícaro im Englischen mit rogue („Schurke, Schelm“) und im Deutschen mit Landstörtzer („Landstreicher“) wiedergegeben wurde. Erst im 18. Jahrhundert bürgerte sich der Begriff „Schelm“ ein, als er seine ursprünglich negative Konnotation verloren hatte.
Die Helden der Pikaroromane sind jedoch nicht ausschließlich Männer. Bereits im Jahr 1605 schreibt López de Ubeda den Roman La pícara Justina über eine weibliche Hauptfigur. Das Motiv wird von Alonso Jerónimo de Salas Barbadillo in La Patrona de Madrid restituida (1609) und La Hija de Celestina (1612) sowie im Roman La ingeniosa Elena (1612) aufgegriffen. Auch Alonso de Castillo Solórzano schreibt in La niña de los embustes  (1632) und La garduña de Sevilla y anzuelo de las bolsas (1629) über weibliche Helden.

## Vorläufer
Für einige Romane, die entstanden sind, bevor sich der Schelmenroman als Gattung etablierte, hat sich nachträglich die Bezeichnung „Schelmenroman“ durchgesetzt. So gilt etwa Encolpius, ein fahrender Schüler (scholasticus) und Hauptfigur im Satyricon des Petronius (1. Jh. n. Chr.) als Schelm, obwohl der Erzählstil im Gegensatz zu späteren Schelmenromanen an der Menippeischen Satire orientiert ist.
Von Metamorphosen oder Der goldene Esel (um 170 n. Chr.), einem in elf Büchern erschienenen Roman des Apuleius, sind Einflüsse auf Der abenteuerliche Simplicissimus (1668) und Gil Blas (1715–1735) feststellbar. Auch Don Quijote von Miguel de Cervantes, dessen Einstufung als Schelmenroman umstritten ist, orientiert sich zum Teil am Roman des Apuleius.
Die frühe Verwendung von typischen Elementen des Schelmenromans lässt sich auch im asiatischen Raum beobachten. Beispielsweise neigen die Helden der Makamen von Badi' az-Zaman al-Hamadhani und Al-Hariri (10. Jahrhundert) zu schelmischen Taten, weshalb die kurzen, oft gesellschaftskritischen Erzählungen als pikaresk bezeichnet werden können. Bei dem chinesischen Volksbuch Die Räuber vom Liang-Schan-Moor (13. Jahrhundert) fällt die episodenhafte Struktur auf, die Wilhelm Grube (der den Titel allerdings als Die Geschichte des Flussufers übersetzt) an den deutschen Schelmenroman erinnert.
Das Volksbuch über Till Eulenspiegel, dessen Erstveröffentlichung auf 1510 /1511 geschätzt wird, bildet die Grundlage für spätere literarische Auseinandersetzungen (insbesondere in der Schelmen- und Narrenliteratur) mit der Figur des Eulenspiegel.

## Der Pikaroroman

### Entstehung in Spanien
Der Schelmenroman stammt aus dem Spanien des 16. Jahrhunderts. Rainer Warning betrachtet ihn als ein Phänomen des spanischen Spätbarocks, das als „epochal wie räumlich begrenztes Korpus“ zu verstehen sei.
Américo Castro stellt fest, dass die Verfasser der spanischen Picaroromane häufig conversos, also zum Christentum übergetretene Juden oder Mauren, waren. Da die spanische Gesellschaft solche conversos häufig verdächtigte, nur zum Schein konvertiert zu sein, waren sie meist Außenseiter und nutzten ihr Schreibtalent, um der Gesellschaft einen Spiegel ihrer Schlechtigkeit vorzuhalten. Dem widerspricht Warning, der den Anteil der conversos unter den Autoren des Pikaroromans für weit weniger signifikant hält als Castro.
Der erste frühe Vertreter ist der 1554 anonym erschienene Lazarillo de Tormes, über dessen Autor nahezu nichts bekannt ist. Der Roman, dessen Hauptfigur ein pícaro (Schelm) ist, war ein so großer Erfolg, dass innerhalb eines Jahres vier verschiedene Neuauflagen gedruckt wurden. Allerdings kritisierten einige Romanisten, darunter Marcel Bataillon, dass Lazarillo die kriminelle Ader fehle, die einen typischen Schelm ausmacht. Dies veranlasste wiederum Michael Nerlich im Jahr 1968 zu einem Plädoyer für Lázaro, in dessen Untertitel er jedoch den Begriff „Gattung“ in Anführungszeichen setzt.
Mit Mateo Alemán, dem Autor des Guzmán de Alfarache (1599), bedient sich erstmals nachweislich ein converso (wenn auch laut Warning nur über Vorfahren) des Genres. Das  Werk macht den Schelmenroman in Spanien populär und findet viele Nachahmer. Miguel de Cervantes verfasst 1613 die Novelle Rinconete y Cortadillo. Don Quijote enthält pikareske Episoden, kann aber nicht genuin als Schelmenroman gesehen werden. Ein weiterer Vertreter des Genres ist die Historia de la vida del Buscón (1626) von Francisco de Quevedo.
Als Sonderfall kann der 1618 erschienene Roman Marcos de Obregón von Vicente Espinel gelten, dessen gleichnamiger Held aus gutem Hause stammt, seine Mitmenschen häufig moralisierend zurechtweist und sich nur in wenigen Szenen wie ein typischer pícaro verhält. Dies ist nach Jürgen Jacobs wohl auch der Grund, warum Ludwig Tieck im Jahr 1827 eine von seiner Tochter Dorothea Tieck angefertigte und von ihm selbst ausführlich kommentierte Übersetzung des Romans publizierte. Durch Tiecks Auswahl einer „harmonisierenden“ Variante des Schelmenromans fand dieses Genre, das mit dem bürgerlichen Geist des frühen 19. Jahrhunderts so gar nicht vereinbar ist, dennoch Eingang in die deutsche Literaturszene der Romantik.

### Verbreitung in Europa
Der spanische Schelmenroman findet bald in ganz Europa Nachahmer. In England z. B. Thomas Nashes The Unfortunate Traveller (1594), in Frankreich z. B. Charles Sorels Francion (1622–1633). In Deutschland erscheinen Übersetzungen, die oft erweitert werden. In der Barockliteratur ist der Schelmenroman neben dem höfisch galanten und dem Schäferroman eine der drei Romanformen.
Prägend für den deutschen Schelmenroman war die lose auf dem Original und dessen Fortsetzung durch Juan Martí basierende Übertragung des Guzmán de Alfarache von Aegidius Albertinus, die 1615 unter dem Titel Der Landstörtzer erschien. Albertinus, der die Gegenreformation unterstützte, kürzte den Text um einige Handlungsstränge, wertete die Rollen einzelner Figuren um und führte die über den Text verstreuten Reflexionen des bekehrten Guzmán in einem belehrenden Schlussteil zusammen. Trotzdem hatte die Übertragung einigen Erfolg und beeinflusste mehrere deutschsprachige Autoren, die später selbst Schelmenromane veröffentlichten. Zu diesen zählte auch Hieronymus Dürer, dessen 1668 erschienener Text Lauf der Welt und Spiel des Glücks als erster deutschsprachiger Schelmenroman gilt. Im selben Jahr erschien auch Der abenteuerliche Simplicissimus von Hans Jakob Christoffel von Grimmelshausen, der oft zu den wichtigsten nicht-spanischen Schelmenromanen gezählt wird. Da Simplicissimus jedoch nicht die typischen Charakteristika eines pícaro (niedere Geburt, Streben nach sozialem Aufstieg und ans Kriminelle grenzende Streiche) aufweist, ist diese Zuordnung umstritten. Einige Germanisten, darunter Jürgen Jacobs, sehen den Roman eher als „produktive Aufnahme der pikaresken Muster“. Ähnlich verhält es sich mit Christian Reuters Reise- und Lügenroman Schelmuffsky von 1696/97.

## Nachfolger
Nach dem 17. Jahrhundert erschienene Romane bedienen sich zwar auch manchmal schelmischer Protagonisten, werden aber nicht mehr zu den Schelmenromanen im engeren Sinn gerechnet. Ähnlichkeiten bestehen in der Ich-Erzählung, im retrospektiven Erzählen und in der Wahl der Froschperspektive. Zudem wird den Figuren oft eine „Narren- oder Zwergmaske“ aufgesetzt, unter der sie sich frei von sozialen Konventionen bewegen und so ihr scheinbar rechtschaffenes Umfeld demaskieren können.

### 18. Jahrhundert
Im 18. Jahrhundert gewann der Abenteuerroman zunehmend an Beliebtheit und auch literarische Schelmenfiguren wie Quevedos Buscón wurden in Neuauflagen als Abenteurer vermarktet. So erhielt beispielsweise die deutsche Übersetzung von Alain-René Lesages Roman Gil Blas (1726) den Untertitel Der spanische Robinson und weist sich damit als (vermutlich zu kommerziellen Zwecken vom Verleger inszenierte) Robinsonade aus.
Dennoch wurde Gil Blas ebenso wie einige Werke von Henry Fielding häufig zu den Nachfolgern des Schelmenromans gezählt. Insbesondere bei Gil Blas ist zwischen dem ersten Teil und den beiden Fortsetzungen des Romans eine Abwendung des Autors vom Pikaresken zu beobachten: Während der erste Teil durch seine „lockere Episodenreihung, die Linearität in der Zeit, die Identität von Abenteuer und Kapitel, autobiographische Ich-Form und Retrospektive“ sowie den „satirisch-entlarvende[n] Gang“ des Protagonisten durch die Gesellschaft als typisches Beispiel für einen Schelmenroman erscheint, werden laut Winfried Wehle genau diese Charakteristika in den Fortsetzungen vernachlässigt. Bildung wird im zweiten und dritten Teil zum Mittel, mit dem der frühere Schelm seine Ziele (auch diese sind für das Genre untypisch, da er immer höhere Ämter anstrebt) erreicht.
Im deutschen Sprachraum greift Johann Gottfried Schnabel in seinen Romanen Insel Felsenburg (1731–43) und Der im Irrgarten der Liebe herum taumelnde Cavalier (1738) auf die Tradition des Schelmenromans zurück. In beiden Fällen gibt es allerdings Argumente dagegen: Bei der Insel Felsenburg sind nur die Geschehnisse in der äußeren Welt, nicht aber jene auf der Insel selbst von pikaresken Elementen gekennzeichnet und im Cavalier dient das Pikareske lediglich zum Schutz des „schlecht kaschierten Darstellungsinteresses“, nämlich der unzensierten Schilderung lasziver Abenteuer. Auch in der 1794 erschienenen Biographie eines Pudels von Gottlieb Konrad Pfeffel ist der Hauptzweck die Unterhaltung der Leser, obwohl sich mitunter eine Annäherung an das „schelmenhafte Erzählparadigma“ feststellen lässt.

### 19. Jahrhundert
Das 19. Jahrhundert brachte den Schelmenroman nach Russland. Zwar kann Der Spötter (1766) von Michail Čulkov als früher Vertreter der Gattung gelten, aber sein Erscheinen blieb weitgehend folgenlos für die pikareske Tradition Russlands. Erst der 1814 erschienene Roman Ein russischer Gil Blas von Wassili Trofimowitsch Nareschny stieß eine länger anhaltende Rezeption an. Insbesondere Die toten Seelen von Nikolai Wassiljewitsch Gogol werden häufig als pikaresk bezeichnet. Dem Schriftsteller John Cournos zufolge habe Gogol seine Erzählweise zum Teil aus spanischen, zum Teil aus britischen Schelmenromanen entlehnt und daraus seine Version der „russischen Seele“ geschaffen.
Im Deutschland des 19. Jahrhunderts hingegen entwickelte sich der Schelmenroman immer mehr zu einer Randerscheinung. Wie Jürgen Jacobs feststellt, ging mit der Herausbildung einer bürgerlichen Gesellschaft eine Abkehr vom Schelmenroman zugunsten der „Bildungs- und Entwicklungsgeschichten“ einher, in denen der Protagonist „eine Versöhnung von Ich und Welt“ anstrebt. Dennoch  erschienen im 19. Jahrhundert einige Übersetzungen der spanischen Schelmenromane, darunter Dorothea Tiecks Leben und Begebenheiten des Escudero Marcos Obregon oder Autobiographie des spanischen Dichters Vicente Espinel (1827).
Aufgrund seiner episodischen Struktur und der häufig präsenten Gesellschaftssatire wurde auch Heinrich Heines Aus den Memoiren des Herrn v. Schnabelewopski (1834) zu den Schelmenromanen gezählt. Das entspricht auch der frühen Rezeption des Textes durch den Literarhistoriker Wolfgang Menzel, der den Schnabelewopski mit dem „Geist der älteren spanischen Romane“ verglich. Dennoch zeigt Heines träger, genussorientierter Protagonist wenig von der kriminell orientierten Eigeninitiative des spanischen Pikaro, weshalb der Text nicht als typischer Schelmenroman gelten kann. Jürgen Jacobs spricht in diesem Zusammenhang von einer „Neubelebung des pikaresken Erzählens“.

### 20. Jahrhundert
Im 20. Jahrhundert gewann das pikareske Erzählen wieder an Beliebtheit, was häufig auf das erhöhte Krisenbewusstsein nach den beiden Weltkriegen zurückgeführt wird. Dennoch ist eine Zuordnung zur Gattung des Schelmenromans in vielen Fällen problematisch. Oft werden einzelne Eigenschaften der Pikaro-Gestalt herausgegriffen, die im Text eine bestimmte Funktion erfüllen. Ein prominentes Beispiel dafür ist Der brave Soldat Schwejk (1920/1923) von Jaroslav Hašek, der ähnlich dem Simplicissimus eine schelmisch-kritische Perspektive auf den Krieg einnimmt. Albert Vigoleis Thelen hingegen betont in seinem Roman Die Insel des zweiten Gesichts (1953) die Nähe des Schelmenromans zur Autobiographie. Da er seinem Protagonisten den eigenen Namen gibt, aber dennoch eine fiktive Ebene einführt, lässt sich der Text als Autofiktion beschreiben.
Eine Schelmenfigur im ursprünglichen Sinn, die sich durch „moralische Fragwürdigkeit und Durchtriebenheit“ auszeichnet, taucht jedoch erst in Thomas Manns Romanfragment Bekenntnisse des Hochstaplers Felix Krull (1954) wieder auf. Thomas Mann war sich dieser Ähnlichkeit zum spanischen pícaro durchaus bewusst und förderte durch entsprechende Kommentare zum Buch dessen Rezeption als Schelmenroman. Allerdings ist dies nicht die einzige Deutungsmöglichkeit, da der Roman mit verschiedenen Gattungscharakteristika spielt und „ein sehr komplexes Verhältnis zur Tradition besitzt, das sich nicht durch Verwendung eines bestimmten Etiketts befriedigend umschreiben lässt“.
Eine weitere und neben Felix Krull wohl die bekannteste Schelmenfigur des 20. Jahrhunderts ist Oskar Matzerath aus dem 1959 erschienenen Roman Die Blechtrommel von Günter Grass. Die pikaresken Elemente beschränken sich jedoch hauptsächlich auf die Erzählform, während Oskar selbst kein typischer Schelm ist. Dennoch wird der Text allgemein als „originelle und äußerst vitale Verwandlung und Fortsetzung“ der pikaresken Tradition betrachtet.
- Peter-Paul Zahl: Die Glücklichen (1979)

### 21. Jahrhundert
Auch im 21. Jahrhundert lassen sich vereinzelt Anspielungen auf den Schelmenroman feststellen, etwa bei folgenden Texten:
- Radek Knapp: Herrn Kukas Empfehlungen (1999)
- Umberto Eco: Baudolino (2000)
- Alexej Slapovsky: Der Tag des Geldes (2000)
- Andrea Camilleri: König Zosimo (2001)
- Christoph Simon: Planet Obrist (2005)
- Jonas Jonasson: Der Hundertjährige, der aus dem Fenster stieg und verschwand (2009)
- Patrick Tschan: Polarrot (2012)
- Albert Sánchez Piñol: Der Untergang Barcelonas (2012)
- Jonas Jonasson: Die Analphabetin, die rechnen konnte (2013)
- Ingo Schulze: Peter Holtz. Sein glückliches Leben von ihm selbst erzählt (2017)[34]
- Simon Urban: Wie alles begann und wer dabei umkam (2021)[35]

## Englischer Pikarismus
In Großbritannien reicht die pikareske Erzähltradition auf die Texte von George Whetstone und Thomas Nashe zurück, die im 16. Jahrhundert das britische „low life“ beschrieben. Das Genre entwickelte sich zunächst unabhängig von der spanischen Tradition, bis Richard Head und Francis Kirkman mit The English Rogue (1665) auch auf die spanischen Schelmenromane Bezug nahmen. Dennoch etablierte sich der Begriff des „englischen Pikarismus“, den Daniel Defoe mit seinem 1722 erschienenen Roman Moll Flanders nachhaltig prägte. Auch Tobias Smollett wird häufig zu den Vertretern des englischen Pikarismus gezählt.

## Belege
1. 1 2 3 4 5  J. A. Garrido Ardila: Introduction: Transnational Picaresque. In: Philological Quarterly. Band 89, Nr. 1, 2010.
2. 1 2  Carolin Struwe: Episteme des Pikaresken. Modellierungen von Wissen im frühen deutschen Pikaroroman. Walter de Gruyter, Berlin / Boston 2016 (google.at).
3. ↑  Richard Mellein: Petronius. In: Thomas Paulsen (Hrsg.): Kindler kompakt. Literatur der Antike (= Kindler kompakt). J.B. Metzler, Stuttgart 2017, ISBN 978-3-476-04362-7, S. 170.
4. 1 2  Richard Mellein, Peter Kuhlmann: Lucius Apuleius. In: Thomas Paulsen (Hrsg.): Kindler kompakt. Literatur der Antike (= Kindler kompakt). J.B. Metzler, Stuttgart 2017, ISBN 978-3-476-04362-7, S. 191.
5. ↑  Johann Christoph Bürgel: Gesellschaftskritik im Schelmengewand. Überlegungen zu den Makamen al Hamadhanis und al-Hairis. Walter Dostal zum 65. Geburtstag. In: Asiatische Studien. Zeitschrift der Schweizerischen Asiengesellschaft. Band 45, Nr. 2. Peter Lang, Bern / Frankfurt am Main / New York / Paris / Wien 1991, S. 228.
6. ↑  Wilhelm Grube: Geschichte der chinesischen Litteratur. C. F. Amelangs Verlag, Leipzig 1902, S. 418 (archive.org).
7. ↑  Bote, Hermann. In: Projekt Gutenberg. Projekt Gutenberg-DE, abgerufen am 16. Juni 2020.
8. ↑  M. J. Aichmayr: Der Symbolgehalt der Eulenspiegel-Figur im Kontext der europäischen Narren- und Schelmenliteratur. Kümmerle Verlag, Göppingen 1991 (= Göppinger Arbeiten zur Germanistik. Band 541), ISBN 3-87452-782-4.
9. ↑  Rainer Warning: Narrative Arbeit am Mythos vom göttlichen Schelm. Quevedos "Buscón". In: Jan Mohr, Carolin Struwe, Michael Waltenberger (Hrsg.): Pikarische Erzählverfahren. Zum Roman des 17. und 18. Jahrhunderts (= Studien und Dokumente zur deutschen Literatur und Kultur im europäischen Kontext. Band 206). Walter de Gruyter, Berlin / Boston 2016, ISBN 978-3-11-051618-0, S. 38.
10. 1 2 3  Rainer Warning: Narrative Arbeit am Mythos vom göttlichen Schelm. Quevedos "Buscón". In: Jan Mohr, Carolin Struwe, Michael Waltenberger (Hrsg.): Pikarische Erzählverfahren. Zum Roman des 17. und 18. Jahrhunderts (= Studien und Dokumente zur deutschen Literatur und Kultur im europäischen Kontext. Band 206). Walter de Gruyter, Berlin / Boston 2016, ISBN 978-3-11-051618-0, S. 39.
11. 1 2  Rainer Warning: Narrative Arbeit am Mythos vom göttlichen Schelm. Quevedos "Buscón". In: Jan Mohr, Carolin Struwe, Michael Waltenberger (Hrsg.): Pikarische Erzählverfahren. Zum Roman des 17. und 18. Jahrhunderts (= Studien und Dokumente zur deutschen Literatur und Kultur im europäischen Kontext. Band 206). Walter de Gruyter, Berlin / Boston 2016, ISBN 978-3-11-051618-0, S. 40 f.
12. ↑  Pícaro. In: PONS | Spanisch-Deutsch. PONS GmbH, 2020, abgerufen am 21. Juni 2020.
13. ↑  Alexander Samson: Lazarillo de Tormes and the dream of a world without poverty. In: J. A. Garrido Ardila (Hrsg.): The Picaresque Novel in Western Literature. From the Sixteenth Century to the Neopicaresque. Cambridge University Press, Cambridge 2015.
14. ↑  Michael Nerlich: Plädoyer für Lázaro. Bemerkungen zu einer „Gattung“. In: Fritz Schalk (Hrsg.): Romanische Forschungen. Band 80. Klostermann, Frankfurt am Main 1968, S. 355 f.
15. 1 2  Jürgen Jacobs: Der Pícaro im bürgerlichen Zeitalter. Zu Ludwig Tiecks Übersetzung des Marcos de Obregón und zu seiner Novelle Wunderlichkeiten. In: Arcadia. Internationale Zeitschrift für Literaturwissenschaft. Band 24, Nr. 3. Walter de Gruyter, 1989, S. 365.
16. ↑  Jürgen Jacobs: Der Pícaro im bürgerlichen Zeitalter. Zu Ludwig Tiecks Übersetzung des Marcos de Obregón und zu seiner Novelle Wunderlichkeiten. In: Arcadia. Internationale Zeitschrift für Literaturwissenschaft. Band 24, Nr. 3. Walter de Gruyter, 1989, S. 364.
17. 1 2  Jürgen Jacobs: Der deutsche Schelmenroman. Eine Einführung. Artemis Verlag, München / Zürich 1983, ISBN 3-7608-1306-2, S. 39 f.
18. 1 2 3  Jürgen Jacobs: Der deutsche Schelmenroman. Eine Einführung. Artemis Verlag, München / Zürich 1983, ISBN 3-7608-1306-2, S. 41.
19. 1 2  Ernest Schonfield: Brecht and the Modern Picaresque. In: Godela Weiss-Sussex, Robert Gillett (Hrsg.): „Verwisch Die Spuren!“ Bertolt Brecht’s Work and Legacy. A Reassessment. 2008, S. 57.
20. 1 2  Pavel Mazura: Zwei Beispiele des Schelmenromans in deutscher Literatur, Diplomarbeit, Brno 2010, S. 17–31
21. 1 2  Jürgen Jacobs: Der deutsche Schelmenroman. Eine Einführung. Artemis Verlag, München / Zürich 1983, ISBN 3-7608-1306-2, S. 75.
22. 1 2 3  Winfried Wehle: Zufall und epische Integration. Wandel des Erzählmodells und Sozialisation des Schelms in der Histoire de Gil Blas de Santillane. In: Olaf Deutschmann, Hans Flasche, Rudolf Grossmann, Wido Hempel, Erich Köhler, Margot Kruse, Walter Pabst, Hermann Tiemann (Hrsg.): Romanistisches Jahrbuch. Band 23. Walter de Gruyter, Dezember 1972, ISSN 1613-0413, S. 109 f.
23. ↑  Janet Bertsch: The Whole Story. Language, Narrative and Salvation in Bunyan, Defoe, Grimmelshausen and Schnabel. Submitted in fulfilment of the requirements for the degree of Doctor of Philosophy, University of London. London 2000, S. 49.
24. 1 2 3 4  Jürgen Jacobs: Der deutsche Schelmenroman. Eine Einführung. Artemis Verlag, München / Zürich 1983, ISBN 3-7608-1306-2, S. 80.
25. ↑  Frederike Middelhoff: Literarische Autozoographien. Figurationen des autobiographischen Tieres im langen 19. Jahrhundert (= Cultural Animal Studies. Band 7). J.B. Metzler, Stuttgart 2020, ISBN 978-3-476-05512-5, S. 255.
26. 1 2  Gautam Chakrabarti: Enigmatic Subversions of the Picaresque. In: Jens Elze (Hrsg.): Das Enigma des Pikaresken. The Enigma of the Picaresque (= Germanistisch-Romanische Monatsschrift. Beiheft 87). Winter, Heidelberg 2018, S. 112 f.
27. ↑  Jürgen Jacobs: Der deutsche Schelmenroman. Eine Einführung. Artemis Verlag, München / Zürich 1983, ISBN 3-7608-1306-2, S. 85.
28. ↑  Jürgen Jacobs: Der Pícaro im bürgerlichen Zeitalter. Zu Ludwig Tiecks Übersetzung des Marcos de Obregón und zu seiner Novelle Wunderlichkeiten. In: Arcadia. Internationale Zeitschrift für Literaturwissenschaft. Band 24, Nr. 3. Walter de Gruyter, 1989, S. 363.
29. 1 2  Jürgen Jacobs: Der deutsche Schelmenroman. Eine Einführung. Artemis Verlag, München / Zürich 1983, ISBN 3-7608-1306-2, S. 86 f.
30. 1 2 3  Jürgen Jacobs: Der deutsche Schelmenroman. Eine Einführung. Artemis Verlag, München / Zürich 1983, ISBN 3-7608-1306-2, S. 108 f.
31. ↑  Werner Wintersteiner: “Nichts als der Tod und die Satire”. Grimmelshausens Kriegskritik aus heutiger Perspektive. In: Tobias Bulang, Sabine Seelbach, Ulrich Seelbach (Hrsg.): Daphnis. Band 47, Nr. 1–2. Brill | Rodopi, März 2019, ISSN 1879-6583, S. 371.
32. 1 2  Jürgen Jacobs: Der deutsche Schelmenroman. Eine Einführung. Artemis Verlag, München / Zürich 1983, ISBN 3-7608-1306-2, S. 98.
33. 1 2  Jürgen Jacobs: Der deutsche Schelmenroman. Eine Einführung. Artemis Verlag, München / Zürich 1983, ISBN 3-7608-1306-2, S. 120 f.
34. ↑  Der Schriftsteller Ingo Schulze im Gespräch mit Alf Mentzer. Archiviert vom Original (nicht mehr online verfügbar) am 9. September 2017; abgerufen am 9. September 2017.
35. ↑  „Wie alles begann und wer dabei umkam“. Todesurteil für die böse Oma. Abgerufen am 16. Februar 2021.